# 일랴그란지섬

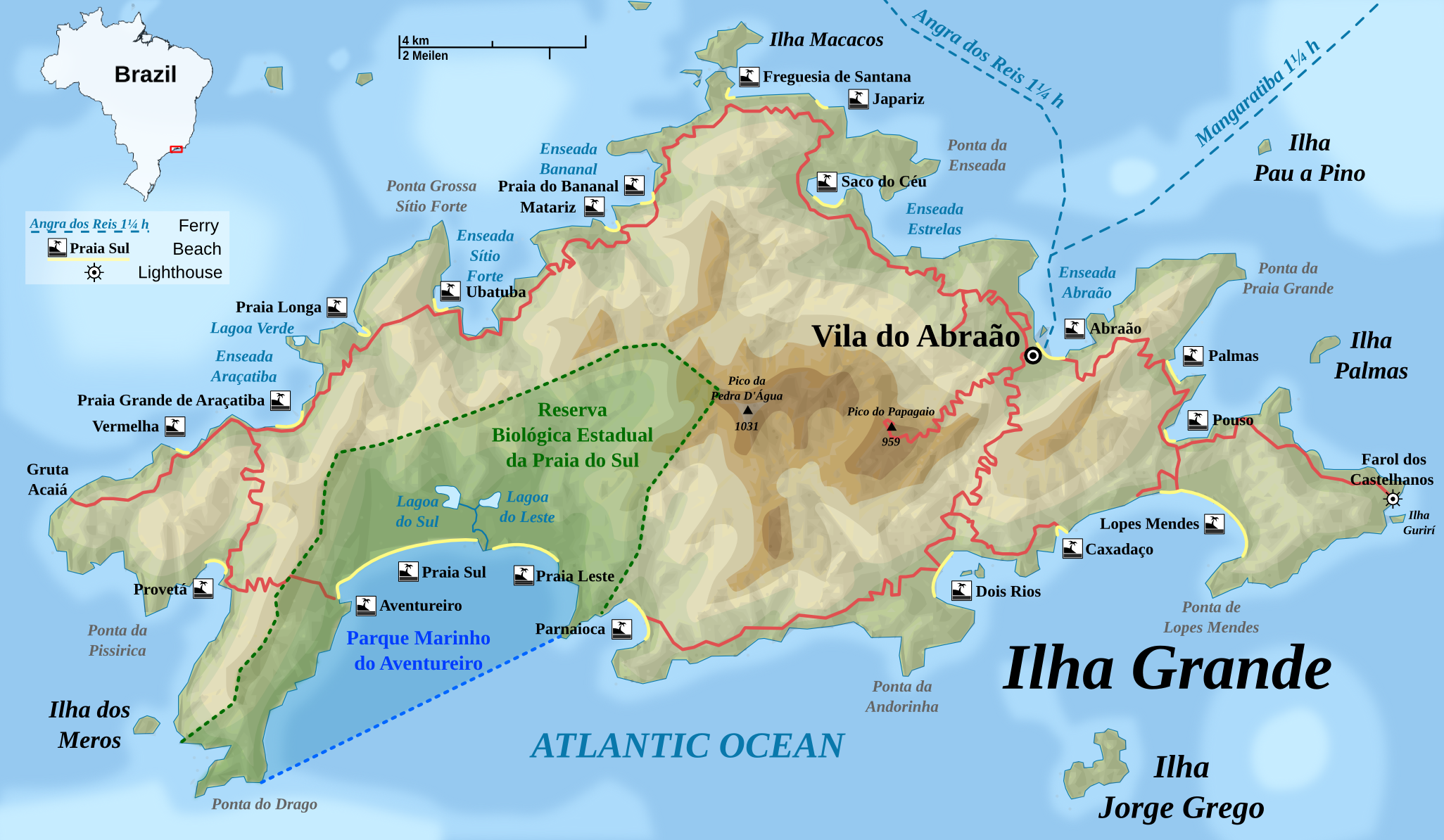
일랴그란지 섬의 지도

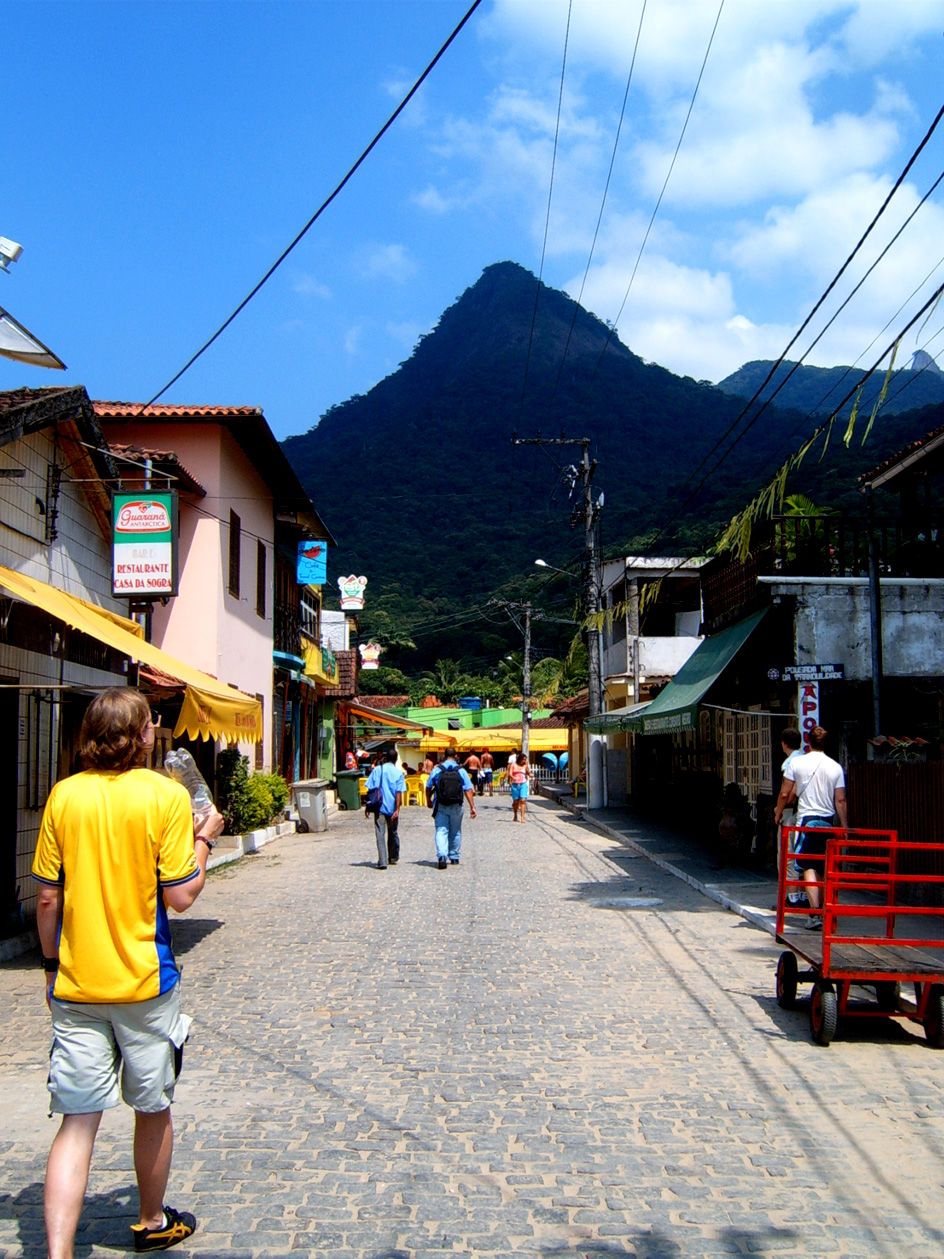
일랴그란지 섬의 마을

일랴그란지섬(포르투갈어: Ilha Grande→큰 섬)은 브라질 리우데자네이루주 앙그라두스헤이스에 위치한 섬으로, 면적은 193km2이다.